# Joanna Rutkowska
Joanna Rutkowska (Varsovia, Polonia, 1981) es una informática polaca conocida principalmente por su investigación en malware y seguridad de bajo nivel. Es la fundadora y directora en jefe de la empresa Invisible Things Lab, dedicada principalmente a la investigación en seguridad informática, así como a la formación y el asesoramiento. Está considerada como una de las hackers más relevantes del mundo actualmente y la revista eWeek Magazine la incluyó en la lista Five Hackers who Left Mark on 2006 (Cinco hackers que dejaron huella en 2006).

## Biografía
Desde muy joven mostró un gran interés para la informática. Ya en la escuela primaria comenzó a aprender lenguaje de programación con MS-DOS. Terminó sus estudios con un Máster en Informática por la Universidad Politécnica de Varsovia.
Alcanzó reconocimiento de la comunidad informática en la conferencia Black Hat Briefings que tuvo lugar en Las Vegas en agosto de 2006. En este encuentro Microsoft presentaba la nueva versión de su sistema operativo Windows, Vista. Mientras Microsoft hacía una conferencia sobre la seguridad de esta nueva versión, en la sala de al lado Rutkowska demostraba como insertar malware en el núcleo de Windows Vista utilizando un rootkit desarrollado por ella misma llamado Blue Pill. Desde entonces ha sido invitada a numerosas conferencias y eventos relacionados con el mundo de la informática y especialmente de la seguridad.
En 2007 fundó Invisible Things Lab, una compañía de investigación en seguridad informática, centrada en malware y ataques a sistemas operativos, así como maneras de contrarrestarlo. También se dedica a cursos de formación y a impartir conferencias, habiendo sido invitada en sucesivas ediciones de la Black Hat Briefings y el evento Campus Party. En el seno de esta empresa, en 2010 ella y su colaborador Rafal Wojtczuk crearon un nuevo sistema operativo llamado Qubes, focalizado en proporcionar una seguridad más eficiente para ordenadores portátiles.

## Aportaciones más destacadas
Joanna Rutkowska ha trabajado principalmente en tres campos: la investigación y contraataque de malware que ataca los núcleos de los sistemas operativos, seguridad de los sistemas de virtualización y programas de seguridad. Señala que existe una debilidad inherente en los programas antivirus, ya que estos consisten en una base de datos de amenazas ya identificadas y que por tanto los sistemas son muy vulnerables a las nuevas amenazas.
En 2007 comenzó a trabajar con Alexander Tereshkin y su equipo, presentaron una investigación sobre virtualización de malware. En 2008 ella y su equipo de investigación se enfocaron en la seguridad del monitor de máquina virtual Xen. En 2009 presentó junto a Rafal Wojtczuk un ataque contra el Modo de Gerencia del Sistema de los procesadores Intel.
Rutkowska afirma que el gran problema de seguridad de la mayoría de los sistemas operativos existentes es que funcionan con grandes núcleos que realizan todas las funciones, de modo que si una amenaza logra introducirse tiene acceso a todo el sistema. En contraposición a esto, ella propone la utilización de micronúcleos que realicen las funciones básicas y que el resto de procesos tengan lugar aisladamente, por lo que un ataque al núcleo no dañe todo el sistema.
En 2010, Invisible Things Lab presenta el sistema operativo Qubes OS, el cual utiliza características Linux, Xen y X. Puede utilizar la mayoría de aplicaciones y controladores del sistema Linux y más adelante sus creadores quieren que también pueda ejecutar aplicaciones del sistema Windows.